# Christopher Showerman
Christopher Showerman (* 24. Juni 1971 in Jackson, Michigan) ist ein US-amerikanischer Filmschauspieler.

## Leben
Showerman wuchs in Michigan auf und begann nach der Schule mit einer Schauspielkarriere. Er besuchte die Michigan State University, wo er Musik studierte, und zog kurz darauf nach Hollywood. Nach kleinen Rollen in mehreren Studios in Spielfilme, darunter Starship Troopers (1997) und Best in Show (2002), übernahm Showerman im Jahr 2000 eine Hauptrolle im Independent-Film Dumped.
Showerman großer Durchbruch kam im Jahr 2003, als er als George der aus dem Dschungel im Disney-Film George – Der aus dem Dschungel kam 2 besetzt wurde, wobei er seinen Vorgänger in dieser Rolle, Brendan Fraser, ersetzte.
Im Jahr 2006 bildete Showerman zusammen mit dem australischen Produzenten  Clint Morris eine Independent-Film-Produktionsgesellschaft mit dem Namen Shorris Film.
Der erste Film von Shorris Film war der übernatürliche Western Between the Sand and the Sky, bei dem Showerman an der Seite von Dee Wallace und Muse Watson mitspielte.
Das Unternehmen produzierte auch Radio America, wo Showerman mitspielte, Regie führte und das Drehbuch schrieb.
2012 koproduzierte Shorris Film Bristled: The Howl Chronicles mit Eric Stoltz in Hauptrolle.

## Filmografie (Auswahl)
- 2000: Best in Show
- 2000: Dumped
- 2001: Frankenbabe
- 2003: George – Der aus dem Dschungel kam 2 (George of the Jungle 2)
- 2004: O.C., California (The O.C.)
- 2005: The Gentle Barn
- 2006: Sea of Fear
- 2006: Idol
- 2007: Dead Country
- 2008  Live Fast, Die Young
- 2008: Big Game
- 2008: Between the Sand and the Sky (& Drehbuchmitarbeit & Koproduktion)
- 2008: Bad Day
- 2008: Rampage (Produzent)
- 2009: Complacent
- 2009: A Night at the Silent Movie Theater
- 2009: Hole in One
- 2012: Bristled: The Howl Chronicles (Schauspieler, Co-Produzent)
- 2012: Radio America (Produzent, Regisseur, Drehbuchautor, Schauspieler)
- 2012: Commander-and-Chief
- 2012: The Temple
- 2012: Shooting for Home (Associate Producer)